# Cohnilembidae
Famille
Les Cohnilembidae sont une famille de Ciliés de la classe des Oligohymenophorea et de l’ordre des Hymenostomatida.

## Étymologie
Le nom de la famille vient du genre type Cohnilembus, composé du préfixe cohn, par allusion au microbiologiste allemand F. Cohn, descripteur du genre Lembus en 1866, et du mot de grec ancien λέμβος / Lembos), « chaloupe, petit navire », littéralement « navire de Cohn ».

## Description
Les Cohnilembidae ont une taille moyenne. Ils sont minces, en forme de doigt, effilés, pointant vers l'avant. Ils vivent en natation libre. Leur ciliation somatique est holotriche (c. à d. uniforme), avec un ou plusieurs longs cils caudaux. En région buccale la ciliation s'étend le long de la partie antérieure effilée, avec le polykinétide oral 1, très long par rapport aux deux autres polykinétides oraux et avec des dikinétides denses, formant une fausse « double membrane » bien visible.
La scutica est composée de plusieurs kinétosomes disposés en triangle, certains traînant vers l'arrière en forme de feuillet triangulaire au niveau du méridien antérieur, lequel est à l'origine des kinétosomes pour tous les polykinétides oraux. Leur macronoyau est globulaire à ellipsoïde ou en forme de ruban. Un micronoyau est présent ainsi qu'une vacuole contractile. Un cytoprocte (anus) est présent. Ils sont bactérivores.

## Habitat et répartition
Les Cohnilembidae vivent dans des habitats terrestres marins et salins, notamment le Grand Lac Salé.

## Liste des genres
Selon GBIF (17 septembre 2023) :
- Cohnilembus Kahl, 1933
  - Genre synonyme : Lembus Cohn, 1866
  - Espèce type : Cohnilembus verminus (Müller, 1786) Kahl, 1933
- Kahlilembus Grolière & Couteaux, 1984
- Lembus Cohn, 1866

## Systématique
Le nom valide de ce taxon est Cohnilembidae Kahl, 1933. Le nom de genre Limbus Cohn, 1866 étant homonyme du genre Limbus Guenther 1860 (un poisson), Kahl l'a remplacé par Cohnilembus, ce qui a permis, non seulement de lever l'ambiguïté, mais de rappeler le nom de l'auteur (Cohn) et le nom de genre Lembus créé à tort.